# 越南山香圆
越南山香圆（学名：Turpinia cochinchinensis）为省沽油科山香圆属的植物。分布于缅甸、印度、越南以及中国大陆的广东、四川、云南、贵州、广西等地，生长于海拔1,200米至2,100米的地区，多生在湿润荫处的密林中，目前尚未由人工引种栽培。

## 异名
- Turpinia nepalensis Wall.